# Pholodes nigrescens
Pholodes nigrescens là một loài bướm đêm trong họ Geometridae.